# Буквоед
Буквое́д — сеть книжных магазинов в Северо-Западном федеральном округе России, входит в состав объединённой розничной сети «Читай-город — Буквоед» и насчитывает 149 магазинов.
Кроме книг, в магазинах сети представлены канцелярские товары, игры, сувениры, товары для хобби и творчества. Книжная сеть «Буквоеда» состоит из четырёх видов розничных точек: стандартный магазин (200—400 м²), супермаркет (400—800 м²), книжный клуб (свыше 1000 м²), «парк культуры и чтения» (1000—2000 м²).

## История
В декабре 2000 года открылся первый магазин «Буквоед» в Санкт-Петербурге по адресу ул. Пестеля, 23.
В 2008 году «Буквоед» объединяется с сетью книжных магазинов «Новый книжный» — создается Объединённая розничная сеть (ОРС) «Новый книжный — Буквоед», впоследствии ОРС «Читай-город — Буквоед» (после ребрендинга магазинов «Новый книжный»).
По результатам первого городского конкурса среди книжных магазинов (в рамках программы поддержки и развития чтения в городе на 2009—2011 годы), «Буквоед» получает премию «За новаторство в книжном бизнесе». Денис Котов объявлен лучшим топ-менеджером 2009 по версии «Делового Петербурга».
С 2010 года магазин сети на Невском проспекте, 46 преобразован в первый в Санкт-Петербурге "Парк культуры и чтения «Буквоед» — трехэтажное пространство для продвижения социальных и культурных проектов, общественных инициатив, литературных произведений.
В 2016 году открывается 100-й магазин сети. Одновременно, в сентябре компании присуждена «Петербургская марка качества».
По итогам 2016 года ОРС «Читай-город — Буквоед» входит в тройку лидеров по числу книжных магазинов в Европе.
В октябре 2018 года основатель «Буквоеда» Денис Котов покинул пост генерального директора компании. В настоящее время он является акционером ОРС «Читай-город — Буквоед» и принимает участие в решении вопросов, связанных с дальнейшим развитием компании. Генеральным директором стал Дмитрий Репин, ранее занимавший должность финансового директора ОРС «Читай-город — Буквоед».
27 августа 2019 года компания объявила об изменении фирменного стиля впервые за 19 лет существования. 6 сентября открылся первый обновленный магазин «Буквоед» в ТРЦ «Галерея». В это же время «Буквоед» занимает 26 место в рейтинге «30 успешных брендов Петербурга» по версии газеты «Деловой Петербург».
В 2020 году президент холдинга «Эксмо-АСТ» Олег Новиков выкупил 56 % акций объединённой розничной сети «Читай-город — Буквоед».
В 2021 году на официальном сайте «Буквоеда» появился новый знаковый проект — «Читательский вызов». Основная цель — прочитать все запланированные книги, которые пользователь запланировал в начале года. Свои достижения можно отслеживать на официальном сайте книжного магазина.
В 2023 году сотрудники Буквоеда подарили Петербургу новый памятник. 26 мая, накануне юбилея города, во дворе книжного магазина на Невском проспекте, 46 был установлен памятник петербургской корюшке. Чешуйки в виде запятых, шляпа и латунная трость — облик памятника продумала команда книжной сети, воплотила идею компания «Балтийская кузница».